# حذف وسط
حذف الوسط عند أهل الصرف أن يسقط من وسط الكلمة حرف أو أكثر.

## أمثلة

### عربية
- فعل الأمر من سأل: سَل وأصله اسأل